# Lou-Tex NGL Pipeline (трубопровід для ЗВГ)
Lou-Tex NGL Pipeline (трубопровід для ЗВГ) – трубопровід, призначений для постачання зріджених вуглеводневих газів між Луїзіаною та техаським центром фракціонування в Монт-Бельв’ю.
В 2010-х роках внаслідок "сланцевої революції" хаб Монт-Бельв’ю отримав особливе значення, проте і раніше сюди надходили, перероблялись та розподілялись великі обсяги зріджених вуглеводневих газів. Зокрема, у 2000-му до хабу за допомогою Lou-Tex NGL Pipelene під’єднали мережі ЗВГ-трубопроводів Луїзіани, в якій тоді якраз відбувалось суттєве зростання виробництва гомологів метану за рахунок розробки офшорних родовищ: наприкінці 1990-х у Луїзіані суттєво розширили, повторно ввели в експлуатацію або спорудили щонайменше чотири установки фракціонування – Промікс, Норко, Парадіс та Батон-Руж.
Траса Lou-Tex NGL починається в районі Breaux Bridge, куди на момент його спорудження вже виходили трубопровідні системи Sorrento Pipeline та Texaco Expanded NGL Distribution System (та де розташоване підземне сховище для ЗВГ), і прямує на захід до Монт-Бельв’ю. Вона має довжину 206 миль та виконана в діаметрі 300 мм, а первісна пропускна здатність становила 50 тисяч барелів на добу з можливістю збільшення до 80 тисяч барелів (вже у 2003-му її довели до 70 тисяч). По системі можливе перекачування як суміші ЗВГ, так і окремих партій фракціонованих газів – етану, пропану, бутану, ізобутану, газового бензину та пропілену (можливо відзначити, що в середині 2010-х в район Breaux Bridge вивели пропіленопровід RGP Pipeline, що також належить власнику Lou-Tex NGL компанії Enterprise Products Partners).
Незважаючи на первісне розташування ресурсу в Луїзіані, наразі система має бі-дирекціональний характер та здатна забезпечувати транспортування у східному напрямку. В той же час, у 2010-х роках від Монт-Бельв’ю потягнули на схід нові спеціалізовані системи для постачання етану – Іджіс, Байу.